# Championnat du monde de Formule 1 1999
Navigation
1998 2000
Le championnat  du monde de Formule 1 1999 est remporté par le Finlandais Mika Häkkinen sur une McLaren-Mercedes. Ferrari remporte le championnat du monde des constructeurs.
Mika Häkkinen tente de conserver son titre à bord de sa McLaren MP4-14 à moteur Mercedes face aux deux pilotes Ferrari, Eddie Irvine qui remporte la course inaugurale à Melbourne, et Michael Schumacher. L'équipe constituée autour du pilote allemand par Jean Todt, avec l'ingénieur Ross Brawn aux manettes commence à donner sa pleine mesure. 
Mais, victime d'un tout droit à plus de 200 km/h dans le virage de Stowe lors du Grand Prix de Grande-Bretagne à Silverstone le 11 juillet, Schumacher doit observer trois mois de convalescence pour récupérer d'une fracture à la jambe droite. Il manque six Grands Prix avant de faire son retour en Malaisie ; le Finlandais Mika Salo assure son intérim. 
Häkkinen semble dès lors se diriger vers un nouveau sacre mais Irvine s'impose coup sur coup en Autriche et en Allemagne, puis en Malaisie : il  arrive à Suzuka, pour le dernier Grand Prix de la saison, avec quatre points d'avance sur son rival. Häkkinen remporte ce Grand Prix du Japon, sa cinquième victoire de la saison ; Irvine se classant troisième, le Finlandais est sacré pour la deuxième fois consécutive, avec deux points d'avance. Ferrari remporte son neuvième titre des constructeurs, le premier depuis la saison 1983.

## Repères

### Pilotes
Débuts en tant que pilote-titulaire : 
- Marc Gené chez Minardi.
- Pedro de la Rosa chez Arrows.
- Ricardo Zonta chez British American Racing.
- Stéphane Sarrazin chez Minardi pour le Grand Prix du Brésil pour suppléer l'absence de Luca Badoer blessé. Il retrouvera sa place de pilote de réserve de Prost pour le reste du championnat.

 Transferts : 
- Jacques Villeneuve, champion du monde 1997, quitte Williams pour British American Racing.
- Heinz-Harald Frentzen quitte Williams pour Jordan.
- Ralf Schumacher quitte Jordan pour Williams.
- Pedro Diniz quitte Arrows pour Sauber.
- Johnny Herbert quitte Sauber pour Stewart.
- Toranosuke Takagi quitte Tyrrell pour Arrows.
- Luca Badoer quitte Ferrari pour Minardi.
- Ricardo Zonta quitte McLaren pour British American Racing.
- Shinji Nakano quitte Minardi pour devenir pilote de réserve de Jordan.

 Retraits : 
- Ricardo Rosset (27 GP entre 1996 et 1998).
- Esteban Tuero (16 GP en 1998).
- Jan Magnussen (25 GP et 1 point entre 1995 et 1998).

 Retour : 
- Alessandro Zanardi (25 GP et 1 point entre 1991 et 1994) chez Williams.

 Transferts en cours de saison : 
- Mika Salo transféré de British American Racing vers Ferrari à partir du Grand Prix de Grande-Bretagne jusqu'au Grand Prix d'Europe en remplacement de Michael Schumacher blessé.

 Retours en cours de saison : 
- Mika Salo chez British American Racing pour les Grands Prix de Saint-Marin, de Monaco et d'Espagne pour remplacer Ricardo Zonta.

### Écuries
- L'écurie Tyrrell devient British American Racing.
- Fournitures de moteurs Supertec pour les écuries Williams et British American Racing.
- Le manufacturier Goodyear se retire du championnat. Toutes les voitures roulent donc avec des pneus Bridgestone.

### Circuits
- Le Grand Prix d'Argentine est supprimé du calendrier.
- Le Grand Prix du Luxembourg est également supprimé du calendrier.
- Le Grand Prix d'Europe fait son retour au Nürburgring.
- Le Grand Prix de Malaisie, qui se déroule à Sepang, fait son apparition.

## Règlement sportif: les nouveautés
- Quota de pneus alloué par week-end : 32 pneus « sec » (au lieu de 40) et 10 « pluie ».
- Limitation des essais privés à 50 jours hors week-end de course entre le premier et le dernier Grand Prix de la saison.
- 25 de ces cinquante journées seront collectives et sur le même circuit, les 25 autres journées seront utilisées à discrétion sur un circuit au choix homologué par la FIA.
- Si un pilote écope d'un stop-and-go de 10 secondes dans les cinq derniers tours de course, il n'a plus à effectuer la peine qui sera convertie en une pénalité de 25 secondes venant s'ajouter à son temps de course total.

## Règlement technique (nouveautés en caractères gras)
- Réduction du taux de soufre et de benzène du carburant par rapport à 1998.
- Système obligatoire de trop-plein d'huile dans l'admission d'air (et non plus à l'air libre).
- Crash-test plus sévère.
- Distance minimale entre le haut du casque du pilote et le haut de l'arceau porté à 70 mm (contre 50 mm).
- Baquet solidaire du pilote (le pilote peut être extrait de la voiture sanglé à son siège).
- Système de retenue des roues par câble pour éviter leur envol lors de carambolage.
- Rainurage obligatoire des pneus : 4 stries à l'avant comme à l'arrière (3 seulement à l'avant en 1998).

## Pilotes et monoplaces
| Écurie                       | Constructeur | Châssis | Moteur            | Pneus | no | Pilotes               | Pilotes d'essais et de réserve          |
| ---------------------------- | ------------ | ------- | ----------------- | ----- | -- | --------------------- | --------------------------------------- |
| West McLaren Mercedes        | McLaren      | MP4-14  | Mercedes V10      | B     | 1  | Mika Häkkinen         | Nick Heidfeld Jenson Button             |
| West McLaren Mercedes        | McLaren      | MP4-14  | Mercedes V10      | B     | 2  | David Coulthard       | Nick Heidfeld Jenson Button             |
| Scuderia Ferrari Marlboro    | Ferrari      | F399    | Ferrari V10       | B     | 3  | Michael Schumacher    | Luca Badoer Max Biaggi                  |
| Scuderia Ferrari Marlboro    | Ferrari      | F399    | Ferrari V10       | B     | 3  | Mika Salo             | Luca Badoer Max Biaggi                  |
| Scuderia Ferrari Marlboro    | Ferrari      | F399    | Ferrari V10       | B     | 4  | Eddie Irvine          | Luca Badoer Max Biaggi                  |
| Winfield Williams            | Williams     | FW21    | Supertec V10      | B     | 5  | Alessandro Zanardi    | Bruno Junqueira Antônio Pizzonia        |
| Winfield Williams            | Williams     | FW21    | Supertec V10      | B     | 6  | Ralf Schumacher       | Bruno Junqueira Antônio Pizzonia        |
| Benson & Hedges Jordan       | Jordan       | 199     | Mugen-Honda V10   | B     | 7  | Damon Hill            | Tomáš Enge Shinji Nakano Jos Verstappen |
| Benson & Hedges Jordan       | Jordan       | 199     | Mugen-Honda V10   | B     | 8  | Heinz-Harald Frentzen | Tomáš Enge Shinji Nakano Jos Verstappen |
| Mild Seven Benetton Playlife | Benetton     | B199    | Playlife V10      | B     | 9  | Giancarlo Fisichella  | Laurent Redon                           |
| Mild Seven Benetton Playlife | Benetton     | B199    | Playlife V10      | B     | 10 | Alexander Wurz        | Laurent Redon                           |
| Red Bull Sauber Petronas     | Sauber       | C18     | Petronas V10      | B     | 11 | Jean Alesi            |                                         |
| Red Bull Sauber Petronas     | Sauber       | C18     | Petronas V10      | B     | 12 | Pedro Diniz           |                                         |
| Repsol Arrows                | Arrows       | A20     | Arrows V10        | B     | 14 | Pedro de la Rosa      | Stephen Watson Mark Webber              |
| Repsol Arrows                | Arrows       | A20     | Arrows V10        | B     | 15 | Toranosuke Takagi     | Stephen Watson Mark Webber              |
| HSBC Stewart Ford            | Stewart      | SF-3    | Ford Cosworth V10 | B     | 16 | Rubens Barrichello    | Luciano Burti                           |
| HSBC Stewart Ford            | Stewart      | SF-3    | Ford Cosworth V10 | B     | 17 | Johnny Herbert        | Luciano Burti                           |
| Gauloises Prost Peugeot      | Prost        | AP02    | Peugeot V10       | B     | 18 | Olivier Panis         | Stéphane Sarrazin Jenson Button         |
| Gauloises Prost Peugeot      | Prost        | AP02    | Peugeot V10       | B     | 19 | Jarno Trulli          | Stéphane Sarrazin Jenson Button         |
| Fondmetal Minardi Ford       | Minardi      | M01     | Ford Cosworth V10 | B     | 20 | Luca Badoer           | Gaston Mazzacane                        |
| Fondmetal Minardi Ford       | Minardi      | M01     | Ford Cosworth V10 | B     | 20 | Stéphane Sarrazin     | Gaston Mazzacane                        |
| Fondmetal Minardi Ford       | Minardi      | M01     | Ford Cosworth V10 | B     | 21 | Marc Gené             | Gaston Mazzacane                        |
| British American Racing      | BAR          | PR01    | Supertec V10      | B     | 22 | Jacques Villeneuve    | Patrick Lemarié                         |
| British American Racing      | BAR          | PR01    | Supertec V10      | B     | 23 | Ricardo Zonta         | Patrick Lemarié                         |
| British American Racing      | BAR          | PR01    | Supertec V10      | B     | 23 | Mika Salo             | Patrick Lemarié                         |

## Grands Prix de la saison 1999
| no  | Date         | Grand Prix                    | Lieu              | Vainqueur             | Écurie             | Pole position         | Record du tour     | Résumé |
| --- | ------------ | ----------------------------- | ----------------- | --------------------- | ------------------ | --------------------- | ------------------ | ------ |
| 631 | 7 mars       | Grand Prix d'Australie        | Melbourne         | Eddie Irvine          | Ferrari            | Mika Häkkinen         | Michael Schumacher | Résumé |
| 632 | 11 avril     | Grand Prix du Brésil          | Interlagos        | Mika Häkkinen         | McLaren-Mercedes   | Mika Häkkinen         | Mika Häkkinen      | Résumé |
| 633 | 2 mai        | Grand Prix de Saint-Marin     | Imola             | Michael Schumacher    | Ferrari            | Mika Häkkinen         | Michael Schumacher | Résumé |
| 634 | 16 mai       | Grand Prix de Monaco          | Monaco            | Michael Schumacher    | Ferrari            | Mika Häkkinen         | Mika Häkkinen      | Résumé |
| 635 | 30 mai       | Grand Prix d'Espagne          | Barcelone         | Mika Häkkinen         | McLaren-Mercedes   | Mika Häkkinen         | Michael Schumacher | Résumé |
| 636 | 13 juin      | Grand Prix du Canada          | Montréal          | Mika Häkkinen         | McLaren-Mercedes   | Michael Schumacher    | Eddie Irvine       | Résumé |
| 637 | 27 juin      | Grand Prix de France          | Magny-Cours       | Heinz-Harald Frentzen | Jordan-Mugen-Honda | Rubens Barrichello    | David Coulthard    | Résumé |
| 638 | 11 juillet   | Grand Prix de Grande-Bretagne | Silverstone       | David Coulthard       | McLaren-Mercedes   | Mika Häkkinen         | Mika Häkkinen      | Résumé |
| 639 | 25 juillet   | Grand Prix d'Autriche         | A1-Ring           | Eddie Irvine          | Ferrari            | Mika Häkkinen         | Mika Häkkinen      | Résumé |
| 640 | 1er août     | Grand Prix d'Allemagne        | Hockenheim        | Eddie Irvine          | Ferrari            | Mika Häkkinen         | David Coulthard    | Résumé |
| 641 | 15 août      | Grand Prix de Hongrie         | Budapest          | Mika Häkkinen         | McLaren-Mercedes   | Mika Häkkinen         | David Coulthard    | Résumé |
| 642 | 29 août      | Grand Prix de Belgique        | Spa-Francorchamps | David Coulthard       | McLaren-Mercedes   | Mika Häkkinen         | Mika Häkkinen      | Résumé |
| 643 | 12 septembre | Grand Prix d'Italie           | Monza             | Heinz-Harald Frentzen | Jordan-Mugen-Honda | Mika Häkkinen         | Ralf Schumacher    | Résumé |
| 644 | 26 septembre | Grand Prix d'Europe           | Nürburgring       | Johnny Herbert        | Stewart-Ford       | Heinz-Harald Frentzen | Mika Häkkinen      | Résumé |
| 645 | 17 octobre   | Grand Prix de Malaisie        | Sepang            | Eddie Irvine          | Ferrari            | Michael Schumacher    | Michael Schumacher | Résumé |
| 646 | 31 octobre   | Grand Prix du Japon           | Suzuka            | Mika Häkkinen         | McLaren-Mercedes   | Michael Schumacher    | Michael Schumacher | Résumé |

## Classement des pilotes
| Classement | Pilote                | Points | AUS | BRA | SMA | MON | ESP | CAN | FRA | GBR | AUT | ALL | HUN | BEL | ITA | EUR | MAL | JAP |
| ---------- | --------------------- | ------ | --- | --- | --- | --- | --- | --- | --- | --- | --- | --- | --- | --- | --- | --- | --- | --- |
| Champion   | Mika Häkkinen         | 76     | -   | 10  | -   | 4   | 10  | 10  | 6   | -   | 4   | -   | 10  | 6   | -   | 2   | 4   | 10  |
| 2e         | Eddie Irvine          | 74     | 10  | 2   | -   | 6   | 3   | 4   | 1   | 6   | 10  | 10  | 4   | 3   | 1   | -   | 10  | 4   |
| 3e         | Heinz-Harald Frentzen | 54     | 6   | 4   | -   | 3   | -   | -   | 10  | 3   | 3   | 4   | 3   | 4   | 10  | -   | 1   | 3   |
| 4e         | David Coulthard       | 48     | -   | -   | 6   | -   | 6   | -   | -   | 10  | 6   | 2   | 6   | 10  | 2   | -   | -   | -   |
| 5e         | Michael Schumacher    | 44     | -   | 6   | 10  | 10  | 4   | -   | 2   | -   |     |     |     |     |     |     | 6   | 6   |
| 6e         | Ralf Schumacher       | 35     | 4   | 3   | -   | -   | 2   | 3   | 3   | 4   | -   | 3   | -   | 2   | 6   | 3   | -   | 2   |
| 7e         | Rubens Barrichello    | 21     | 2   | -   | 4   | -   | -   | -   | 4   | -   | -   | -   | 2   | -   | 3   | 4   | 2   | -   |
| 8e         | Johnny Herbert        | 15     | -   | -   | -   | -   | -   | 2   | -   | -   | -   | -   | -   | -   | -   | 10  | 3   | -   |
| 9e         | Giancarlo Fisichella  | 13     | 3   | -   | 2   | 2   | -   | 6   | -   | -   | -   | -   | -   | -   | -   | -   | -   | -   |
| 10e        | Mika Salo             | 10     |     |     | -   | -   | -   |     |     |     | -   | 6   | -   | -   | 4   | -   |     |     |
| 11e        | Jarno Trulli          | 7      | -   | -   | -   | -   | 1   | -   | -   | -   | -   | -   | -   | -   | -   | 6   | -   | -   |
| 12e        | Damon Hill            | 7      | -   | -   | 3   | -   | -   | -   | -   | 2   | -   | -   | 1   | 1   | -   | -   | -   | -   |
| 13e        | Alexander Wurz        | 3      | -   | -   | -   | 1   | -   | -   | -   | -   | 2   | -   | -   | -   | -   | -   | -   | -   |
| 14e        | Pedro Diniz           | 3      | -   | -   | -   | -   | -   | 1   | -   | 1   | 1   | -   | -   | -   | -   | -   | -   | -   |
| 15e        | Jean Alesi            | 2      | -   | -   | 1   | -   | -   | -   | -   | -   | -   | -   | -   | -   | -   | -   | -   | 1   |
| 16e        | Olivier Panis         | 2      | -   | 1   | -   | -   | -   | -   | -   | -   | -   | 1   | -   | -   | -   | -   | -   | -   |
| 17e        | Marc Gené             | 1      | -   | -   | -   | -   | -   | -   | -   | -   | -   | -   | -   | -   | -   | 1   | -   | -   |
| 18e        | Pedro de la Rosa      | 1      | 1   | -   | -   | -   | -   | -   | -   | -   | -   | -   | -   | -   | -   | -   | -   | -   |
| 19e        | Alessandro Zanardi    | 0      | -   | -   | -   | -   | -   | -   | -   | -   | -   | -   | -   | -   | -   | -   | -   | -   |
| 20e        | Toranosuke Takagi     | 0      | -   | -   | -   | -   | -   | -   | -   | -   | -   | -   | -   | -   | -   | -   | -   | -   |
| 21e        | Jacques Villeneuve    | 0      | -   | -   | -   | -   | -   | -   | -   | -   | -   | -   | -   | -   | -   | -   | -   | -   |
| 22e        | Ricardo Zonta         | 0      | -   | -   |     |     |     | -   | -   | -   | -   | -   | -   | -   | -   | -   | -   | -   |
| 23e        | Luca Badoer           | 0      | -   |     | -   | -   | -   | -   | -   | -   | -   | -   | -   | -   | -   | -   | -   | -   |
| 24e        | Stephane Sarrazin     | 0      |     | -   |     |     |     |     |     |     |     |     |     |     |     |     |     |     |

## Classement des constructeurs
| Classement | Écurie             | Points | AUS | BRA | SMA | MON | ESP | CAN | FRA | GBR | AUT | ALL | HUN | BEL | ITA | EUR | MAL | JAP |
| ---------- | ------------------ | ------ | --- | --- | --- | --- | --- | --- | --- | --- | --- | --- | --- | --- | --- | --- | --- | --- |
| Champion   | Ferrari            | 128    | 10  | 8   | 10  | 16  | 7   | 4   | 3   | 6   | 10  | 16  | 4   | 3   | 5   | -   | 16  | 10  |
| 2e         | McLaren-Mercedes   | 124    | -   | 10  | 6   | 4   | 16  | 10  | 6   | 10  | 10  | 2   | 16  | 16  | 2   | 2   | 4   | 10  |
| 3e         | Jordan-Mugen-Honda | 61     | 6   | 4   | 3   | 3   | -   | -   | 10  | 5   | 3   | 4   | 4   | 5   | 10  | -   | 1   | 3   |
| 4e         | Stewart-Ford       | 36     | 2   | -   | 4   | -   | -   | 2   | 4   | -   | -   | -   | 2   | -   | 3   | 14  | 5   | -   |
| 5e         | Williams-Supertec  | 35     | 4   | 3   | -   | -   | 2   | 3   | 3   | 4   | -   | 3   | -   | 2   | 6   | 3   | -   | 2   |
| 6e         | Benetton-Playlife  | 16     | 3   | -   | 2   | 3   | -   | 6   | -   | -   | 2   | -   | -   | -   | -   | -   | -   | -   |
| 7e         | Prost-Peugeot      | 9      | -   | 1   | -   | -   | 1   | -   | -   | -   | -   | 1   | -   | -   | -   | 6   | -   | -   |
| 8e         | Sauber-Petronas    | 5      | -   | -   | 1   | -   | -   | 1   | -   | 1   | 1   | -   | -   | -   | -   | -   | -   | 1   |
| 9e         | Arrows             | 1      | 1   | -   | -   | -   | -   | -   | -   | -   | -   | -   | -   | -   | -   | -   | -   | -   |
| 10e        | Minardi-Ford       | 1      | -   | -   | -   | -   | -   | -   | -   | -   | -   | -   | -   | -   | -   | 1   | -   | -   |
| 11e        | BAR-Supertec       | 0      | -   | -   | -   | -   | -   | -   | -   | -   | -   | -   | -   | -   | -   | -   | -   | -   |